# Reliquia

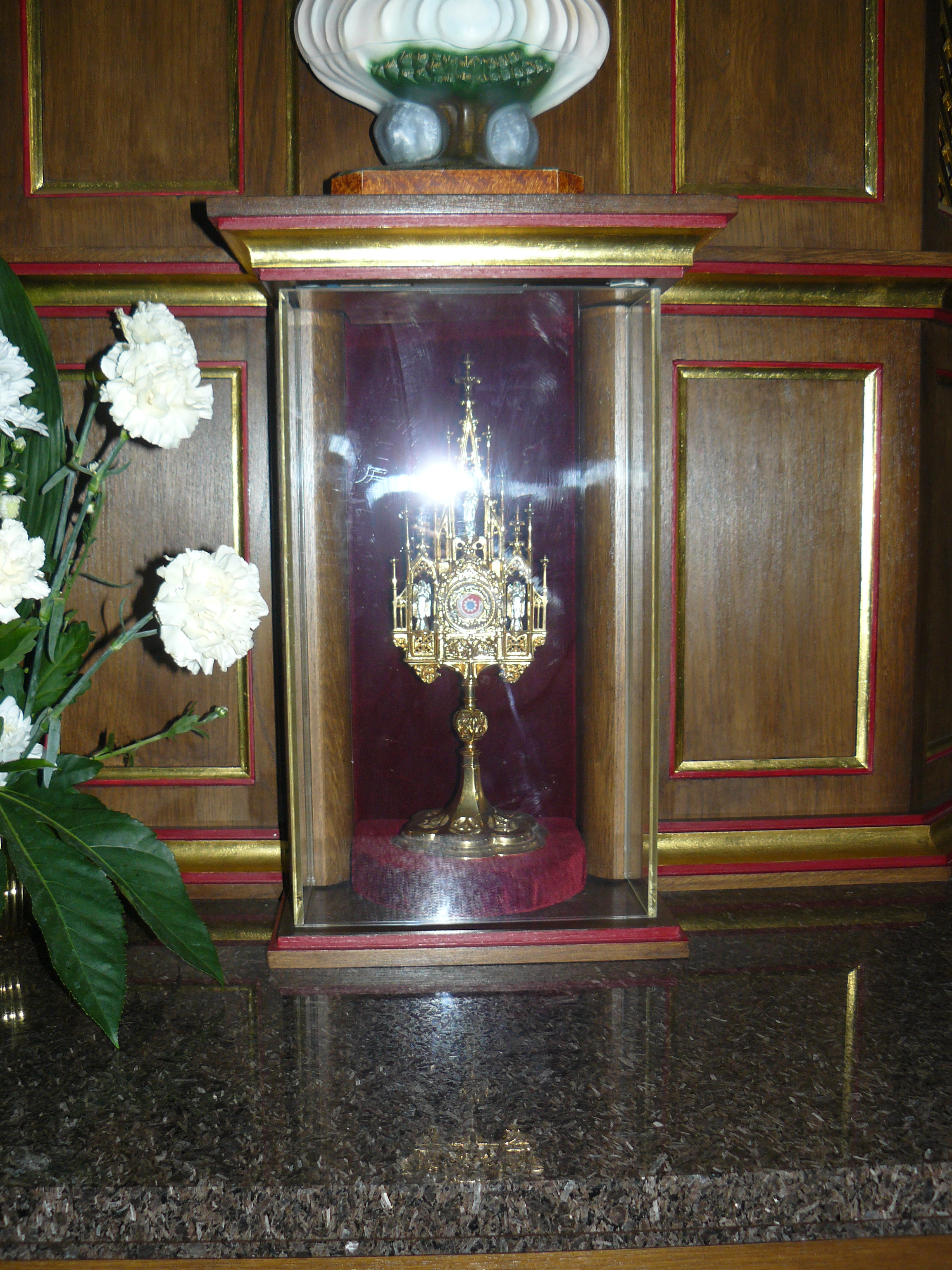
Reliquiario di papa Giovanni Paolo II

Nella religione, una reliquia (dal latino reliquiae che significa resti) è un oggetto o un articolo di significato religioso del passato. Di solito è costituito dalle spoglie fisiche di un santo o dagli effetti personali del santo o della persona venerata conservati a scopo di venerazione come memoriale tangibile. Le reliquie sono un aspetto importante in alcune forme di buddismo, cristianesimo, islam, sciamanesimo e molte altre religioni.  
Si parla di reliquie da contatto nel caso di oggetti che sono stati a contatto con altre reliquie del santo; quest'uso ha permesso di soddisfare il desiderio di molti fedeli di possedere un oggetto collegato al personaggio venerato senza la necessità di procedere al continuo frazionamento delle reliquie autentiche.

## Diffusione del culto
La venerazione delle reliquie è diffusa sia in ambito religioso che laico. Nel Cristianesimo il culto è molto praticato nella Chiesa cattolica e in quella ortodossa, mentre è stato contrastato dalla Riforma. Nell'Islam è famoso il santuario Hazratbal a Srinagar in Kashmir, in cui è custodito un pelo della barba di Maometto. Le reliquie di guide spirituali (śarīrāḥ) sono molto venerate anche dalla religione buddista. È famoso per esempio il Tempio del Sacro Dente (di Budda) a Kandy nello Sri Lanka.
Vi sono delle pratiche del tutto laiche che richiamano l'uso delle reliquie in senso lato e riguardano soprattutto personaggi famosi. Fra queste la conservazione di ciocche di capelli (es. quella di Lucrezia Borgia conservata nella Biblioteca Ambrosiana di Milano) o i calchi di parti del corpo di personaggi illustri (ad esempio il calco in gesso delle mani del direttore d'orchestra Arturo Toscanini, morto nel 1957, conservato al Museo Teatrale della Scala). L'uso non è esclusivamente europeo. A Washington sono conservati fra l'altro capelli di George Washington, lenzuola e fazzoletti imbevuti del sangue di Lincoln e l'unghia del piede di Elvis Presley.
Dato il valore simbolico del cuore vi è una tradizione, molto antica e comune in Polonia, di porre il cuore di un personaggio insigne (re, poeti, musicisti) in luoghi dove possano essere venerati. Tra questi basti ricordare il cuore del poeta Adam Mickiewicz, o quello del famoso compositore e pianista Fryderyk Chopin. È stato chiesto anche il cuore di papa Giovanni Paolo II (Karol Wojtyla). L'uso di asportare il cuore e porlo in un reliquiario non è del resto una tradizione locale polacca, ma largamente usato anche altrove, si veda (tra i tanti) il cuore di don Orione morto a Sanremo nel 1940. Uno dei "reliquiari laici" più curiosi è quello del compositore André Grétry: la sua salma è sepolta nel cimitero parigino di Père-Lachaise, ma il suo cuore è dentro la sua statua di bronzo di fronte all'Opera Royal de Wallonie, nella sua città natale (Liegi).
In senso lato la conservazione di reliquie non riguarda solo i santi o i personaggi famosi: conservare una ciocca di capelli di una persona cara era una pratica largamente diffusa fino a poco tempo fa e ancor oggi si conserva spesso qualche oggetto personale dei propri cari.
È curioso notare che a volte il culto delle reliquie supera il confine fra diverse tradizioni religiose e culturali. Ad esempio, nel basamento della grande colonna di Costantino del foro ovale di Costantinopoli, assieme ad alcune (improbabili) reliquie cristiane come il vaso d'unguento con cui furono unti i piedi di Gesù, i cesti che contenevano il pane moltiplicato miracolosamente o l'ascia con la quale Noè intagliò l'arca, vi era anche il Palladio, la statua di una divinità pagana (Atena), che Enea avrebbe portato via da Troia e che era stata la protettrice di Roma. 
Anche oggi a Goa è frequente la visita delle reliquie di San Francesco Saverio da parte di fedeli hindu

## Storia nel cristianesimo

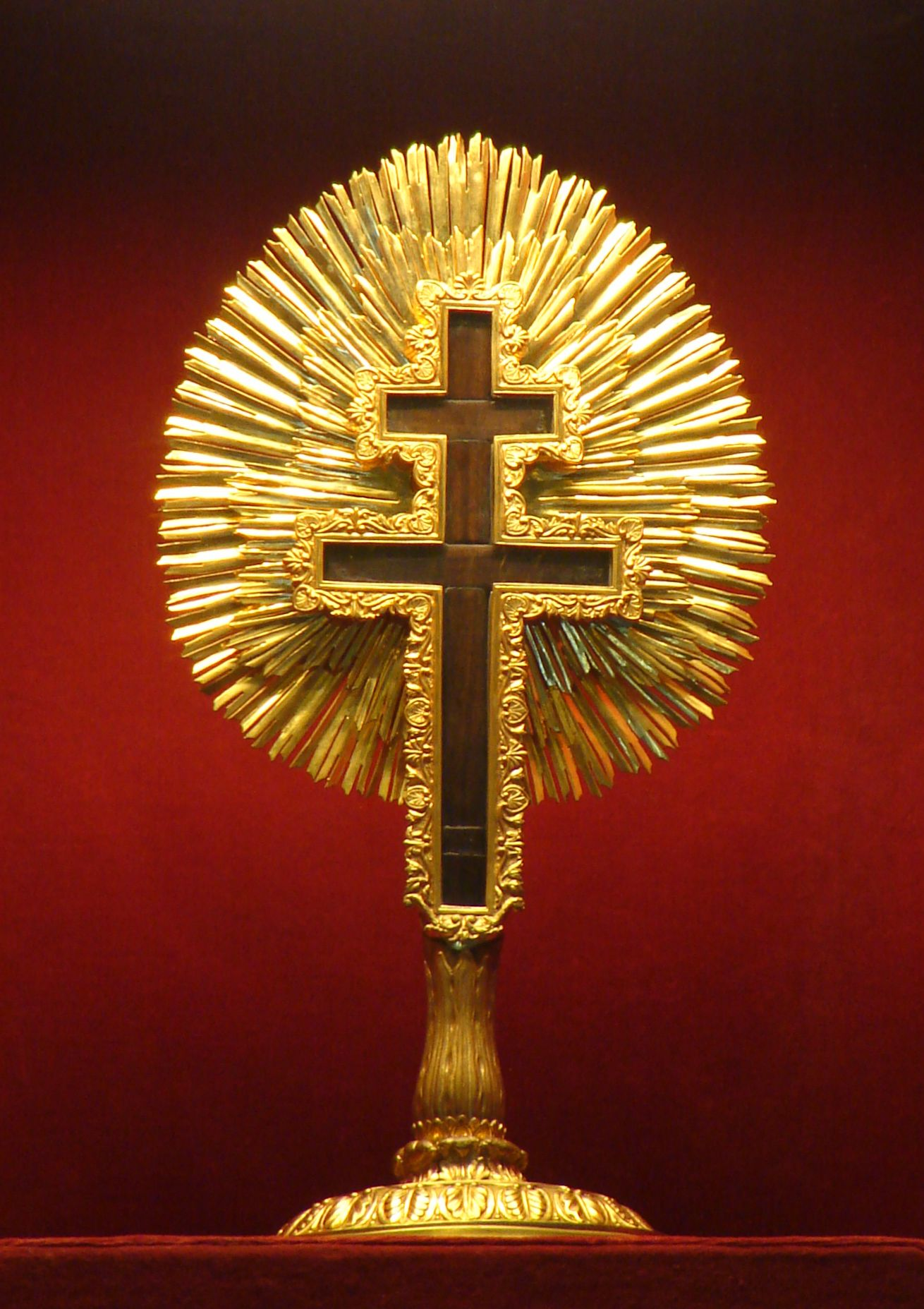
Esempio di "stauroteca" (reliquiario per le reliquie della croce)

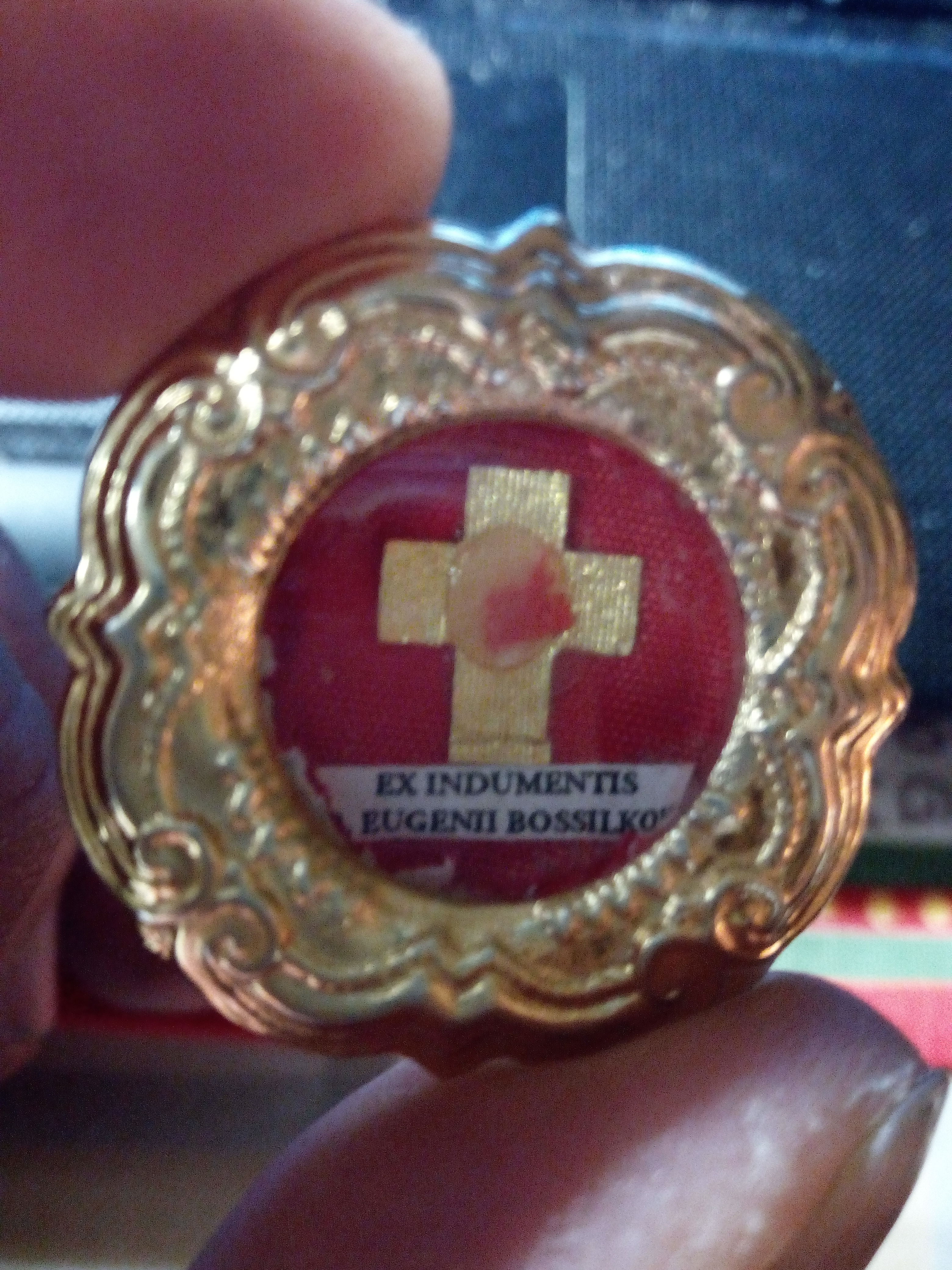
Reliquiario ex linteis Beatae Eugenii Bossilkov - Epyscopus et Martyr (1900-1952).
Altro raro caso in cui sono disponiibili solo reliquie di II classe, essendo il Santo Corpo - Martire bulgaro dell'odio settario stalinista - introvabile (prov. Postulazione Cause dei Santi Passionista)

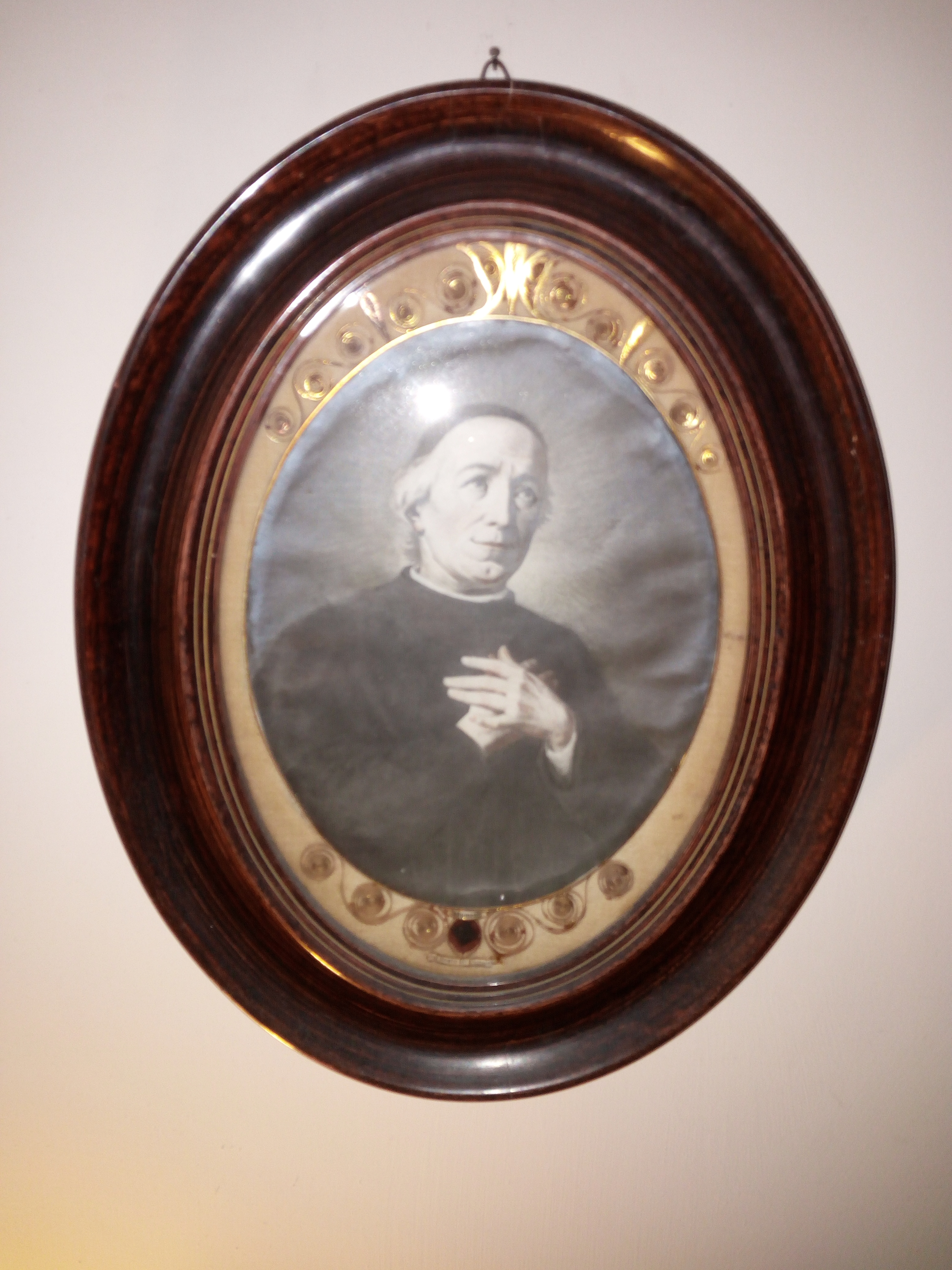
Ritratto di San Giuseppe Benedetto Cottolengo, contenente una reliquia ex indumentis del Santo

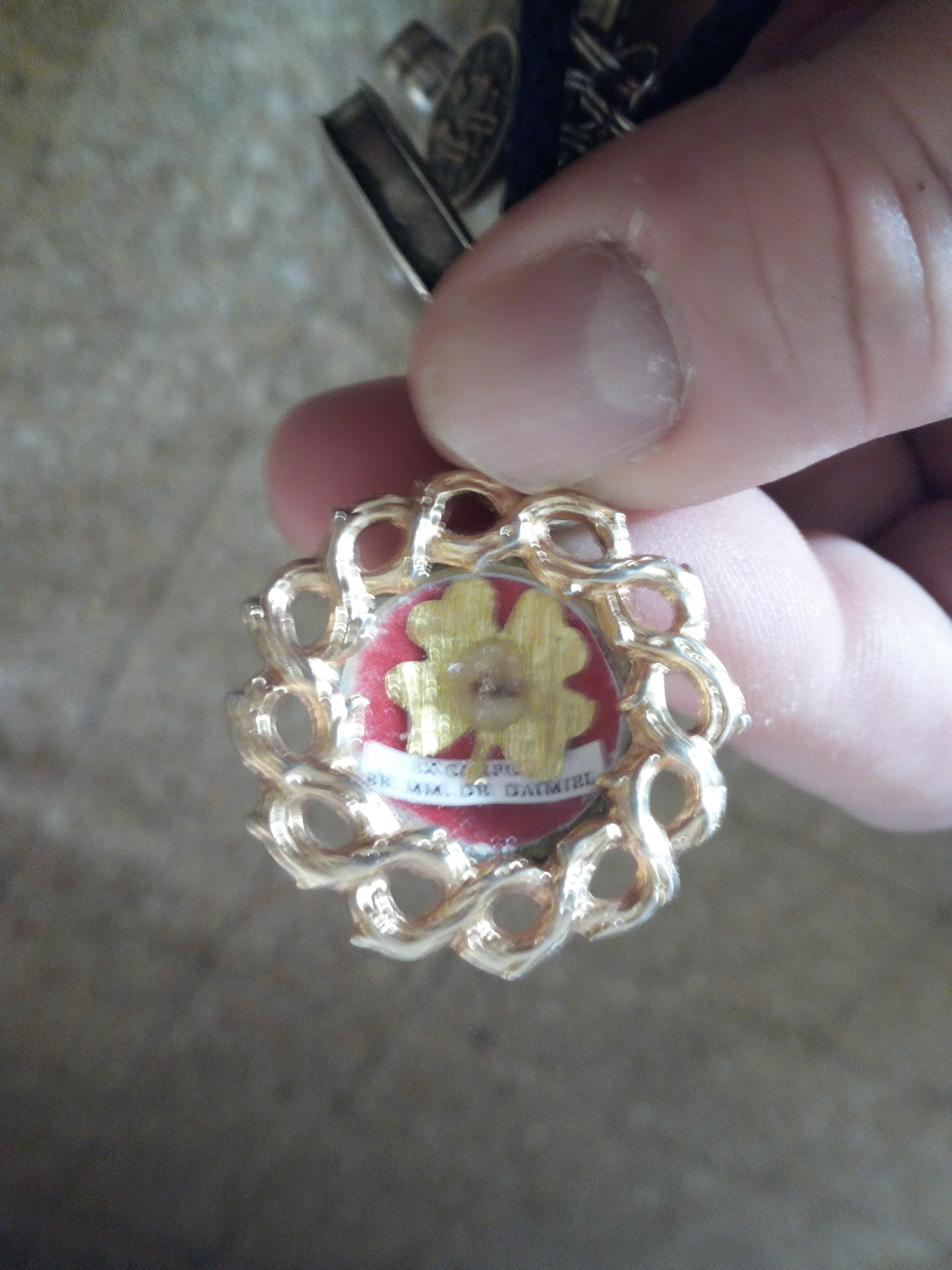
Reliquia ex corpore BB Martyres de Daimiel, comunità di 26 religiosi e chierici Passionisti trucidata "in odium fidei" da luglio a ottobre 1936 durante la Guerra Civile Spagnola. Beatificati da San Giovanni Paolo II il 01/10/1989 a Roma. Festa liturgica 23 luglio

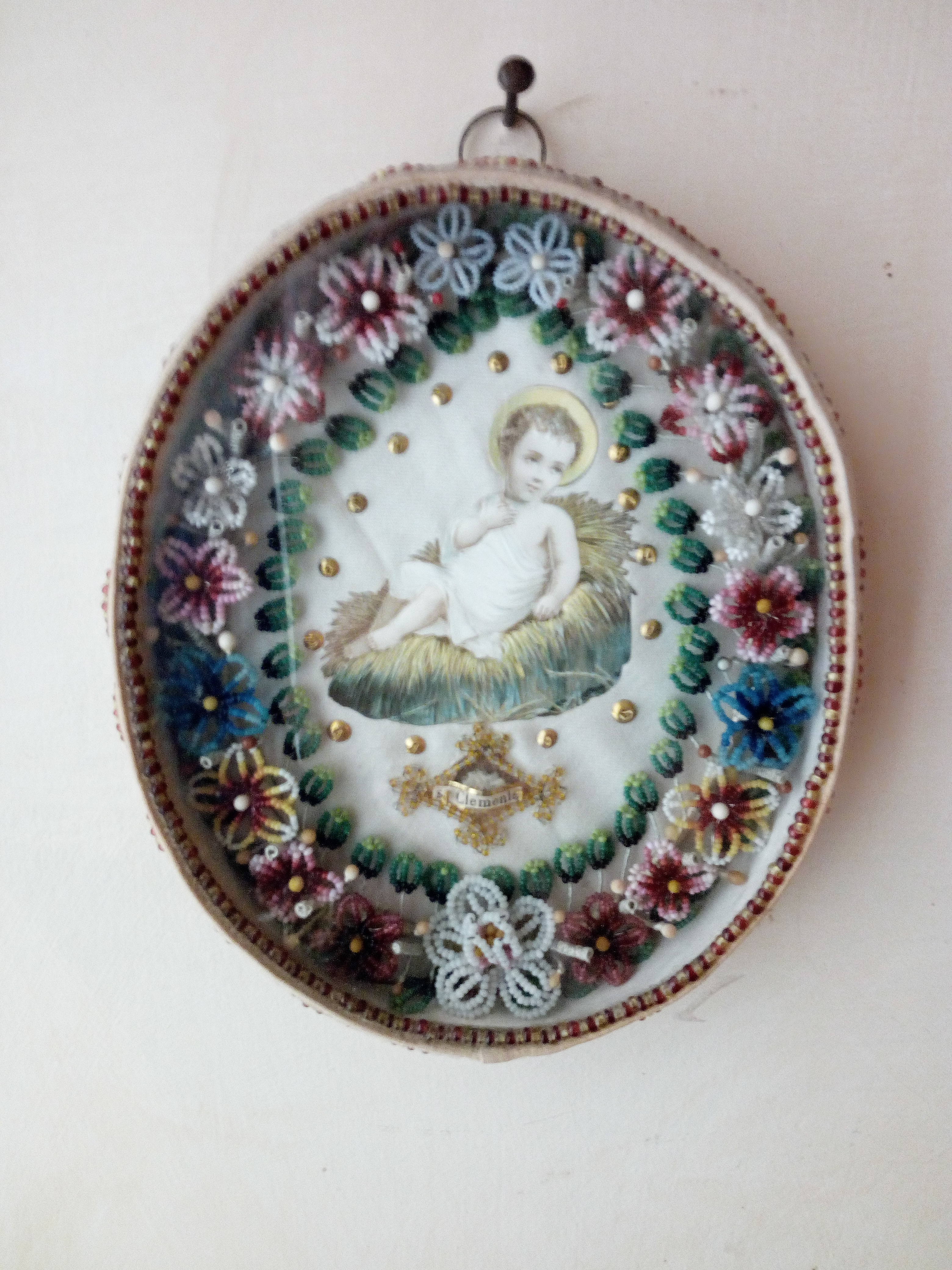
Reliquiario XVIII sec. Papa Clemente I

Tra le prime reliquie vi furono quelle costituite dai corpi dei martiri delle persecuzioni dei primi secoli. Essi venivano obbligatoriamente sepolti nei cimiteri o (a Roma) catacombe, perché secondo la legge romana applicata ampiamente non si potevano tenere i morti dentro il perimetro delle città. A volte parti della salma venivano asportate e conservate in altri luoghi, e questo sembrava più tollerabile. Tra questi esempi, il cranio di Alessandro, vescovo di Roma e vissuto a cavallo tra il I e il II secolo.
Un grande impulso si ebbe dopo l'editto di Milano col quale Costantino I autorizzò il cristianesimo. In breve si permise la sepoltura di santi, martiri e altro nelle chiese, in quanto molte furono le eccezioni alle leggi romane. Occorre anche dire che molte chiese e basiliche oggi in città vennero costruite in periferia, e poi inglobate nel tessuto urbano. All'epoca di Costantino si deve la prima basilica di San Pietro in Vaticano costruita sul corpo dell'apostolo a Roma. Inoltre la madre dell'imperatore, Elena, si recò a Gerusalemme e vi avrebbe ritrovato diverse reliquie della Passione di Gesù.
Ma l'"epoca d'oro" per il culto delle reliquie fu certamente il Medioevo: i santuari che ospitavano le reliquie più venerate erano importanti mete di pellegrinaggio; la presenza di reliquie significava, per la città o il santuario che le possedeva, prestigio e protezione, nonché sicuro afflusso di offerte. Da ciò nacquero molti abusi, e accanto alle reliquie autentiche se ne veneravano anche moltissime false. Si tenga presente che sarebbe anacronistico pensare che nel medioevo si facesse uso degli stessi criteri odierni per stabilire l'autenticità delle reliquie. 
A volte le reliquie venivano vendute, prese come bottino di guerra o persino rubate. Le reliquie venivano donate dai pontefici romani agli imperatori per accrescere il proprio prestigio e sottometterli all'autorità papale, come nel caso delle donazioni delle reliquie di San Cesario di Terracina, il santo che ha sostituito e cristianizzato il culto dei Divi Cesari.
Si hanno ancor oggi notevoli scambi di reliquie, ma si tratta, per lo più, di doni (per esempio parte delle spoglie mortali di san Gregorio Nazianzeno e san Giovanni Crisostomo, donate da papa Giovanni Paolo II al patriarca di Costantinopoli). 
Proprio per questi motivi di molte reliquie non è possibile avere una storia tracciabile che risalga alla loro origine.
(es. l'epoca di Gesù, di Salomone o addirittura di Noè) mentre queste reliquie appaiono sulla ribalta proprio nei momenti in cui massima è la loro richiesta e la relativa devozione.
Una delle novelle più divertenti del Decamerone del Boccaccio, la decima della sesta giornata, descrive già nel titolo la credulità popolare attorno alle reliquie e l'uso strumentale che i religiosi ne facevano: Frate Cipolla promette a certi contadini di mostrare loro la penna dello àgnolo Gabriello; in luogo della quale trovando carboni, quegli dice esser di quegli che arrostirono san Lorenzo.
La riforma protestante mise in discussione e respinse il culto delle reliquie. Il Riformatore Martino Lutero definì il culto delle reliquie, negli articoli detti di Smalcalda (1537), una cosa “senza fondamento nella Parola di Dio, non […] comandata, né consigliata”. Molte reliquie furono distrutte all'epoca della riforma protestante e nel corso delle guerre di religione combattute nel tardo XVI secolo e nel XVII secolo. Giovanni Calvino scrisse un Trattato sulle reliquie in cui, attraverso un'attenta e lunga analisi di molte reliquie clamorosamente false o la cui origine era del tutto fantasiosa, il riformatore piccardo condannava duramente le forme di idolatria di cui erano oggetto. Altre reliquie furono distrutte durante la Rivoluzione francese e, più tardi, durante le guerre napoleoniche.
In risposta alla riforma protestante, la Chiesa cattolica intervenne per mettere un freno agli abusi: il Concilio di Trento istituì una severa regolamentazione, in base alla quale l'autorizzazione al culto di una reliquia era subordinata all'esistenza di una documentazione che ne provasse o l'autenticità o quantomeno l'esistenza di una lunga tradizione. Tutti i reliquiari utilizzati nelle chiese cattoliche devono portare il sigillo e l'autenticazione dell'autorità religiosa competente.

## Uso e culto delle reliquie cattoliche

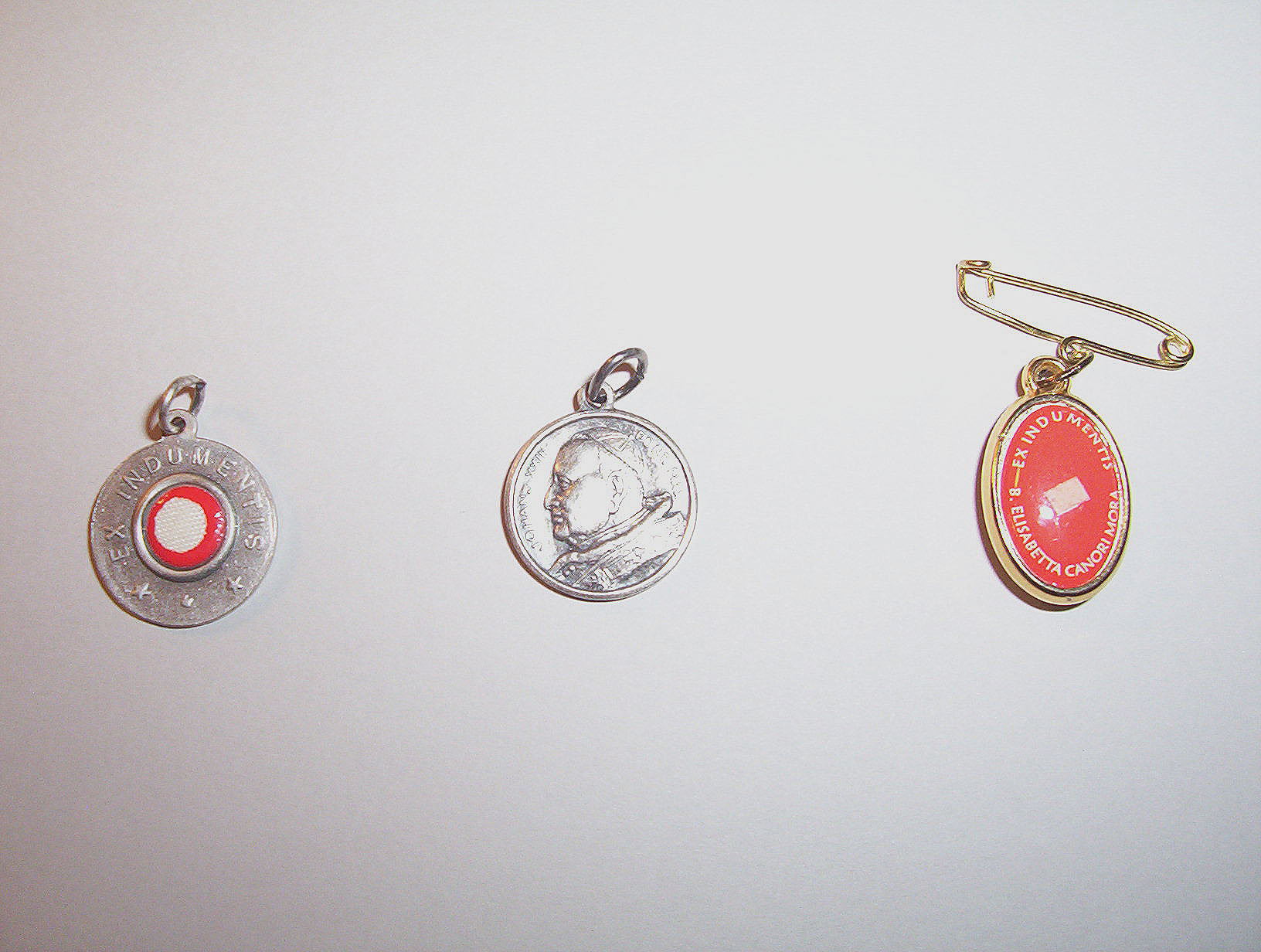
Esempio di reliquie "da contatto": tessuto entrato in contatto con il corpo di papa Giovanni XXIII

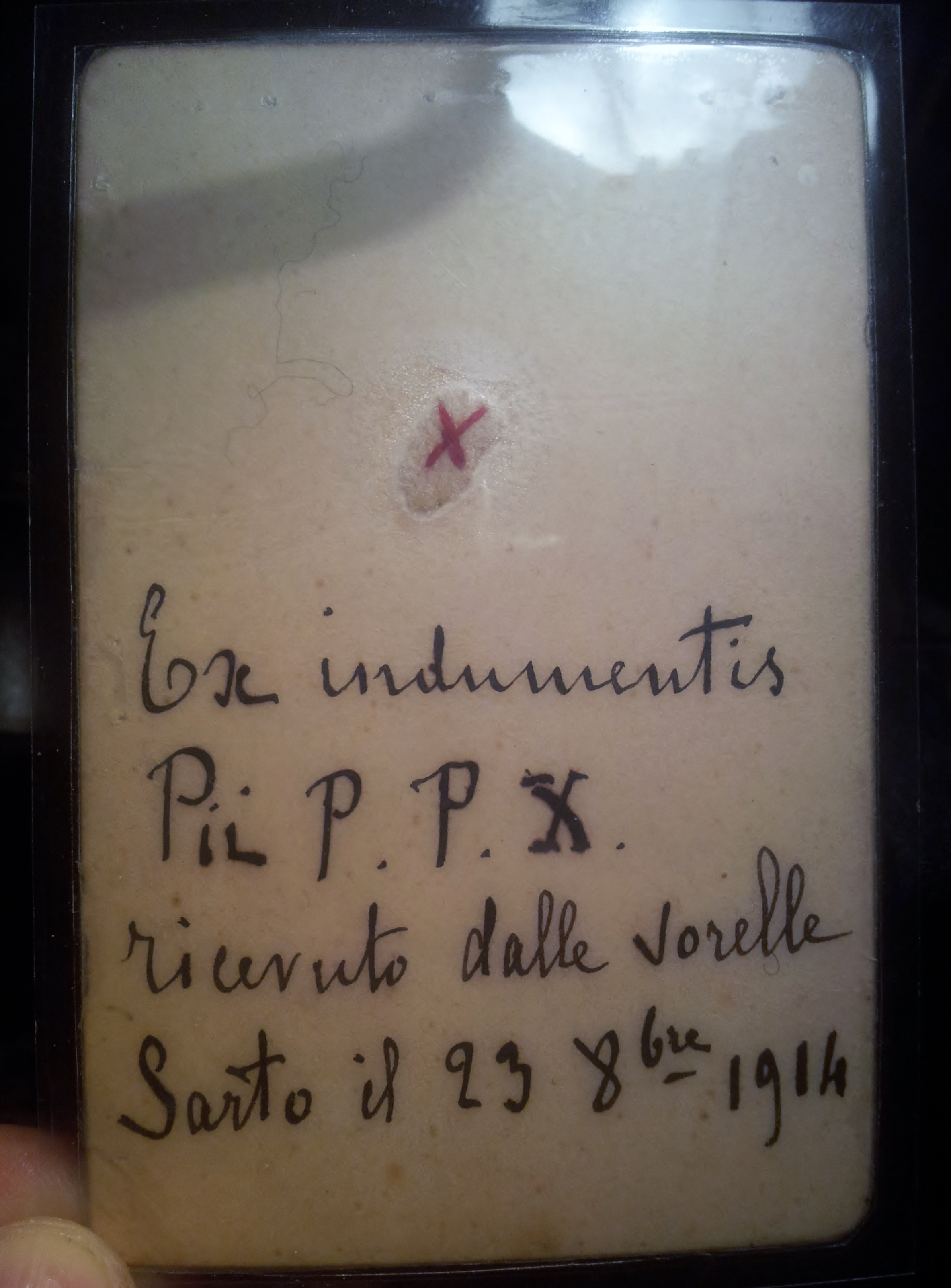
Cartoncino redatto dalle sorelle Sarto contenente un frammento ex indumentis di Papa Pio X

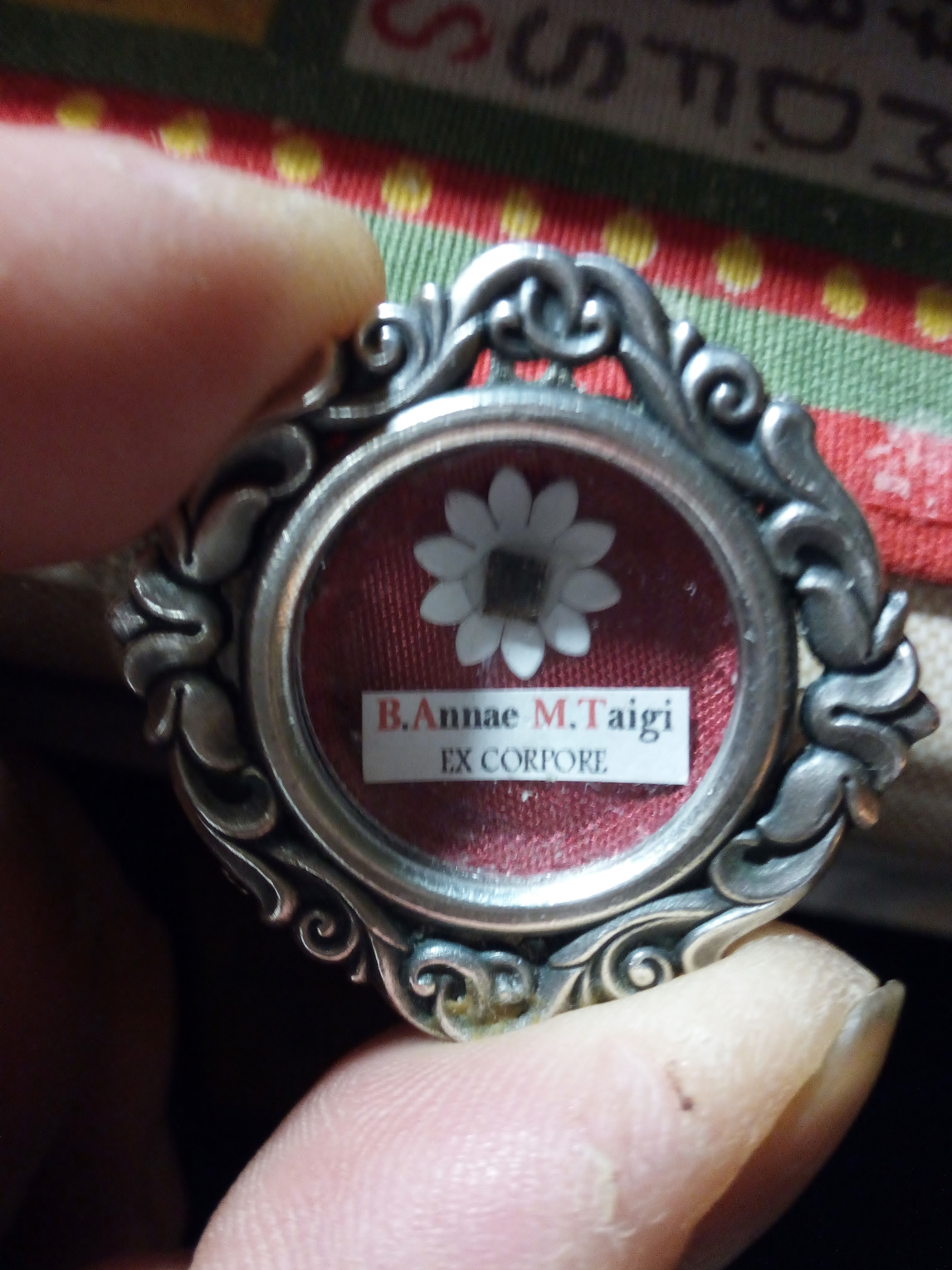
Reliquiario contenente frammento ex corpore della Beata Anna Maria Taigi (prov. Postulazione Causa Beata Anna Maria Taigi - Basilica San Crisogono - Roma)

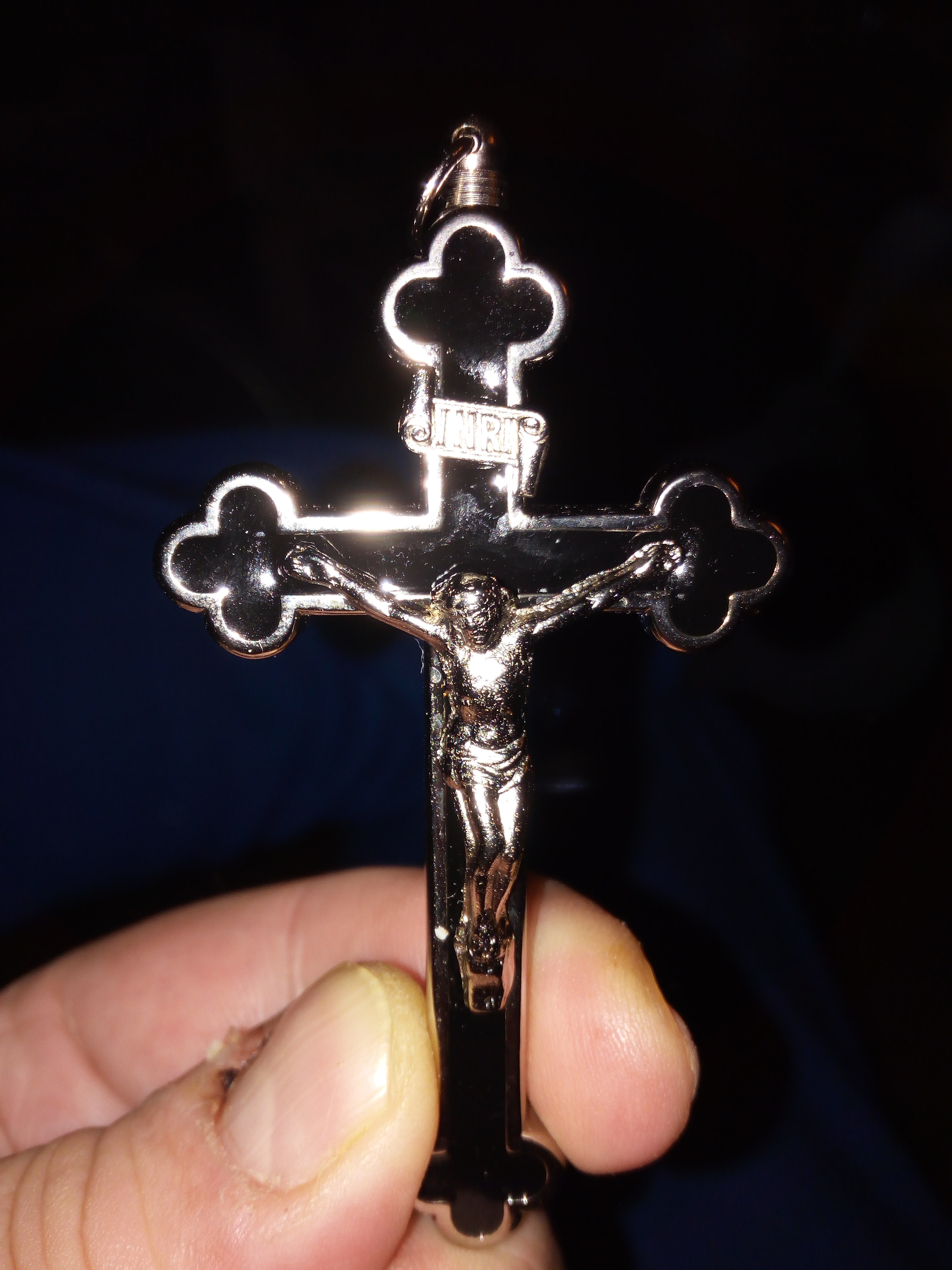
Crocifisso reliquiario Passionista, contenente frammenti di reliquie ex corpore di alcuni Santi e Beati Passionisti (prov. Congregazione della Passione di Ns. Signore Gesù Cristo)

I corpi dei santi sono generalmente conservati in sarcofagi o, a volte, in urne di cristallo che ne permettono la visione. Le reliquie di piccole dimensioni sono invece custodite in oggetti di uso liturgico, detti reliquiari, il cui uso data almeno dal V secolo.
Vi sono degli speciali reliquiari per i frammenti della Croce, piccoli e grandi, chiamati stauroteche (dal greco stauròs, croce).
Sono particolarmente venerati i corpi di santi che si conservano incorrotti a distanza di decenni o di secoli dalla morte. In effetti, la Chiesa cattolica considera questo un indizio di santità; nelle cause di beatificazione viene sempre compiuta (quando possibile) la ricognizione della salma, per constatarne lo stato di conservazione.
Molti cattolici ritengono, attraverso le reliquie, di poter chiedere più efficacemente l'intercessione del santo a cui esse sono connesse. Così, ad esempio, la persona che domanda una grazia, per sé o per altri, può visitare il luogo in cui la reliquia è custodita, e (se permesso) toccarla o baciarla. Nel caso di malati, la reliquia può essere messa a contatto con la parte malata. Oltre alle reliquie si possono usare allo stesso scopo immagini del santo, specie se benedette.
Nel corso dei millenni le reliquie dei santi ebbero usi differenti, sia per il loro impiego (solenni processioni, traslazioni, benedizioni, ecc.) sia per la loro dislocazione fissa. Ad esempio Sant'Ambrogio fece costruire quattro basiliche ai quattro lati di Milano, ciascuna delle quali conteneva corpi di santi, con un intento protettivo contro i nemici o le forze del male.
Una forma particolare di culto che incrociò la propria strada con l'uso delle reliquie fu quella delle immagini sacre. Una parte della controversia che si espresse nell'iconoclastia non riguardava tuttavia la possibilità di venerare le immagini di Cristo o dei Santi, ma il potere taumaturgico o miracoloso di una specifica immagine. Terminata (almeno all'interno della chiesa cattolica) questa controversia, il culto delle immagini è concesso solo in quanto rappresentazione del Cristo, degli angeli o dei santi.
Secondo la dottrina della Chiesa cattolica, questi atti non sono assimilabili alle pratiche magiche o superstiziose poiché mentre chi pratica queste ultime crede che esse abbiano efficacia di per sé stesse, nel caso delle reliquie, invece, non è l'atto in sé che avrebbe efficacia, ma la preghiera che ad esso si accompagna, e anche questa solo in quanto la grazia richiesta viene concessa (o non viene concessa) per libera scelta di Dio.
Il culto delle reliquie è considerato dalla Chiesa cattolica una forma di religiosità popolare.
Tuttavia, il culto pubblico è permesso soltanto per le reliquie che si riferiscono a santi o a beati riconosciuti ufficialmente tali dalla Santa Sede; tali oggetti devono essere autenticati, e tale facoltà compete esclusivamente ai cardinali, agli ordinari e agli altri ecclesiastici, cui sia stata conferita da un indulto apostolico.
In passato sono state vendute o trafugate decine di migliaia di reliquie. Tali abusi sono severamente vietati dalla Chiesa, ai sensi del canone 1190 del Codice di Diritto Canonico.
La critica odierna mette in discussione l'autenticità di molte reliquie. Va tuttavia osservato che in passato, come anche oggi, era largamente diffusa la pratica della suddivisione di reliquie: queste venivano divise e poi conservate in luoghi diversi nella misura in cui si diffondeva il culto di un santo. Esisteva, inoltre, la consuetudine delle cosiddette reliquie "ex contactu": si usava cioè toccare le reliquie autentiche con un oggetto, che in seguito veniva considerato anch'esso reliquia di quel santo. Non desta dunque meraviglia il fatto che più chiese o monasteri affermassero, per esempio, di possedere il cranio o un braccio di uno stesso santo. Tuttavia gli abusi erano evidenziati anche in passato: il poeta Cristoforo di Mitilene narra che furono trovate 10 mani di san Procopio, 15 mandibole di san Teodoro, 8 piedi di san Nestore, 4 teste di san Giorgio e quant'altro.

### Classificazione

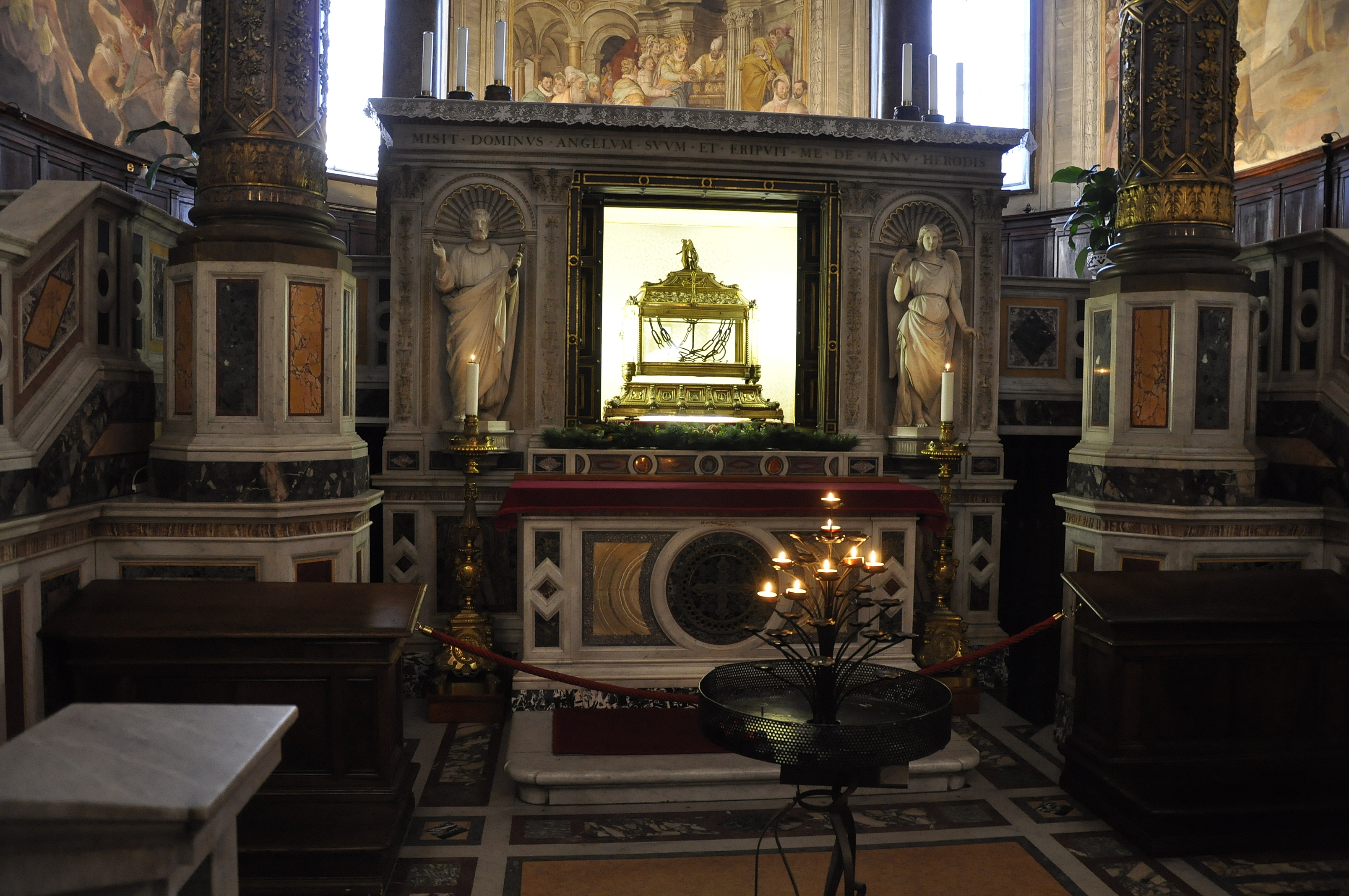
Le catene di San Pietro, conservate oggi nella chiesa di San Pietro in Vincoli a Roma, una reliquia di seconda classe.

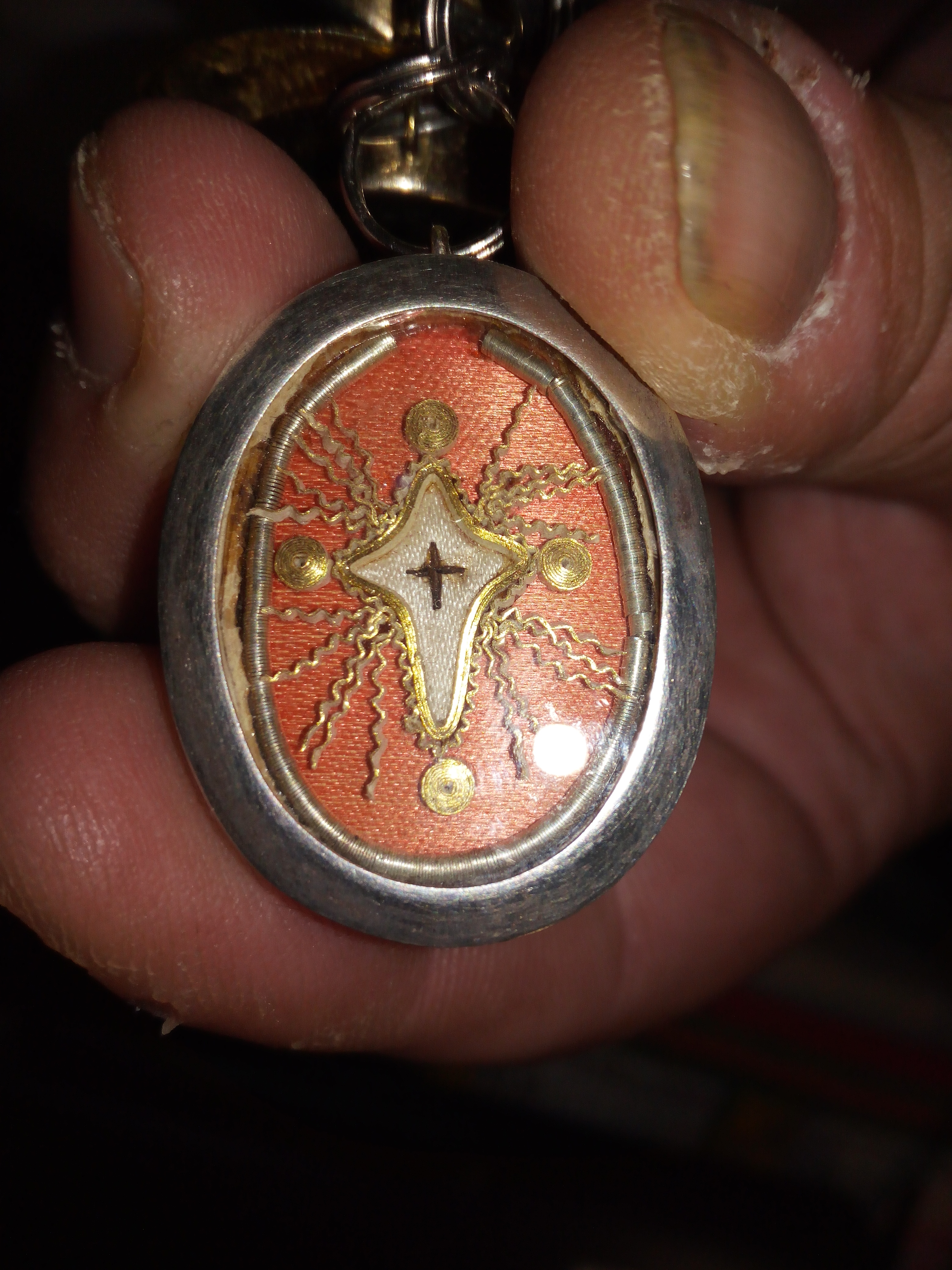
Reliquiario contenente frammento Lignum Crucis

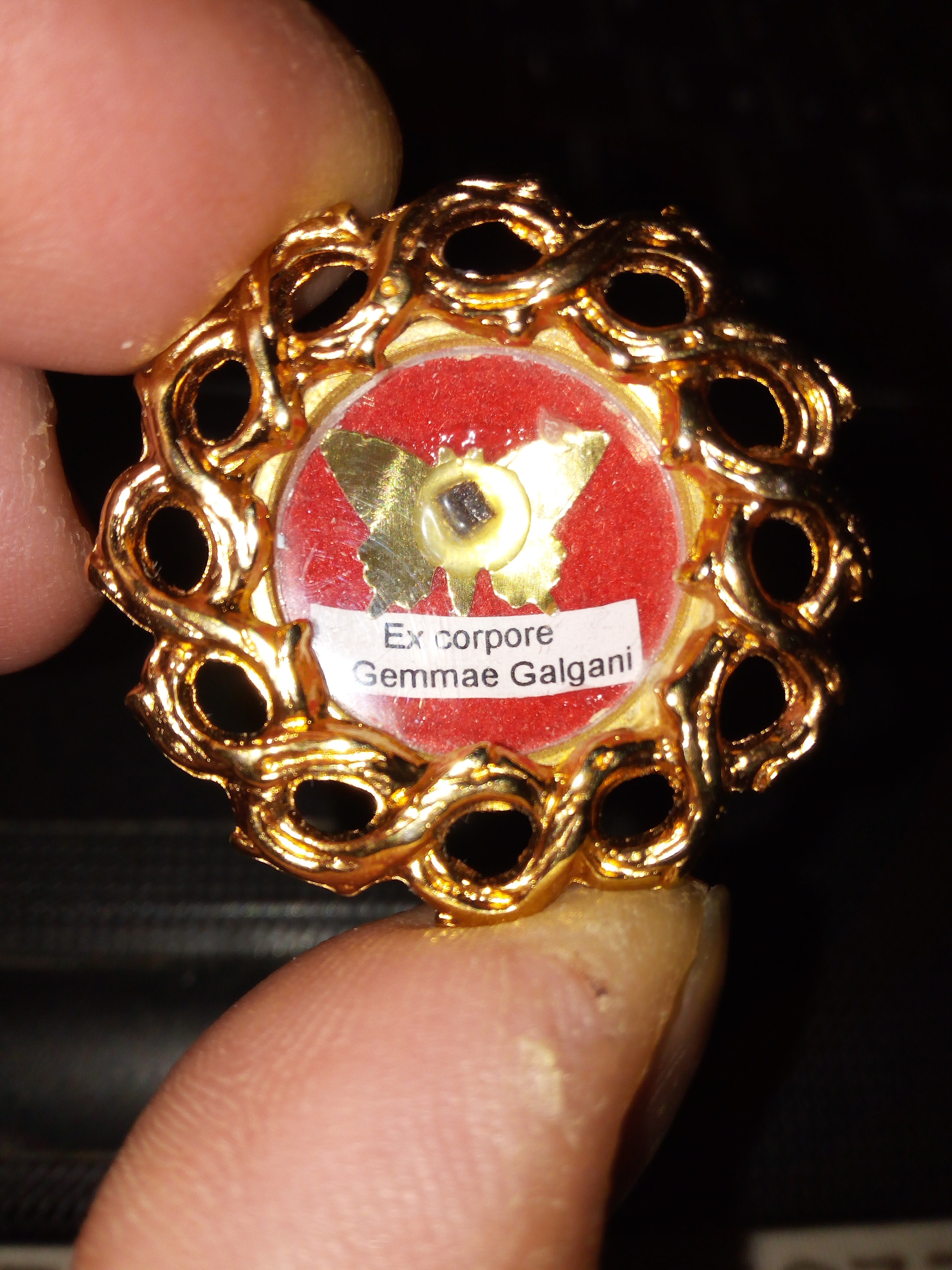
Reliquiario contenente frammento ex corpore S Gemma Galgani (prov. Postulazione Cause dei Santi Congregazione Generale dei Passionisti)

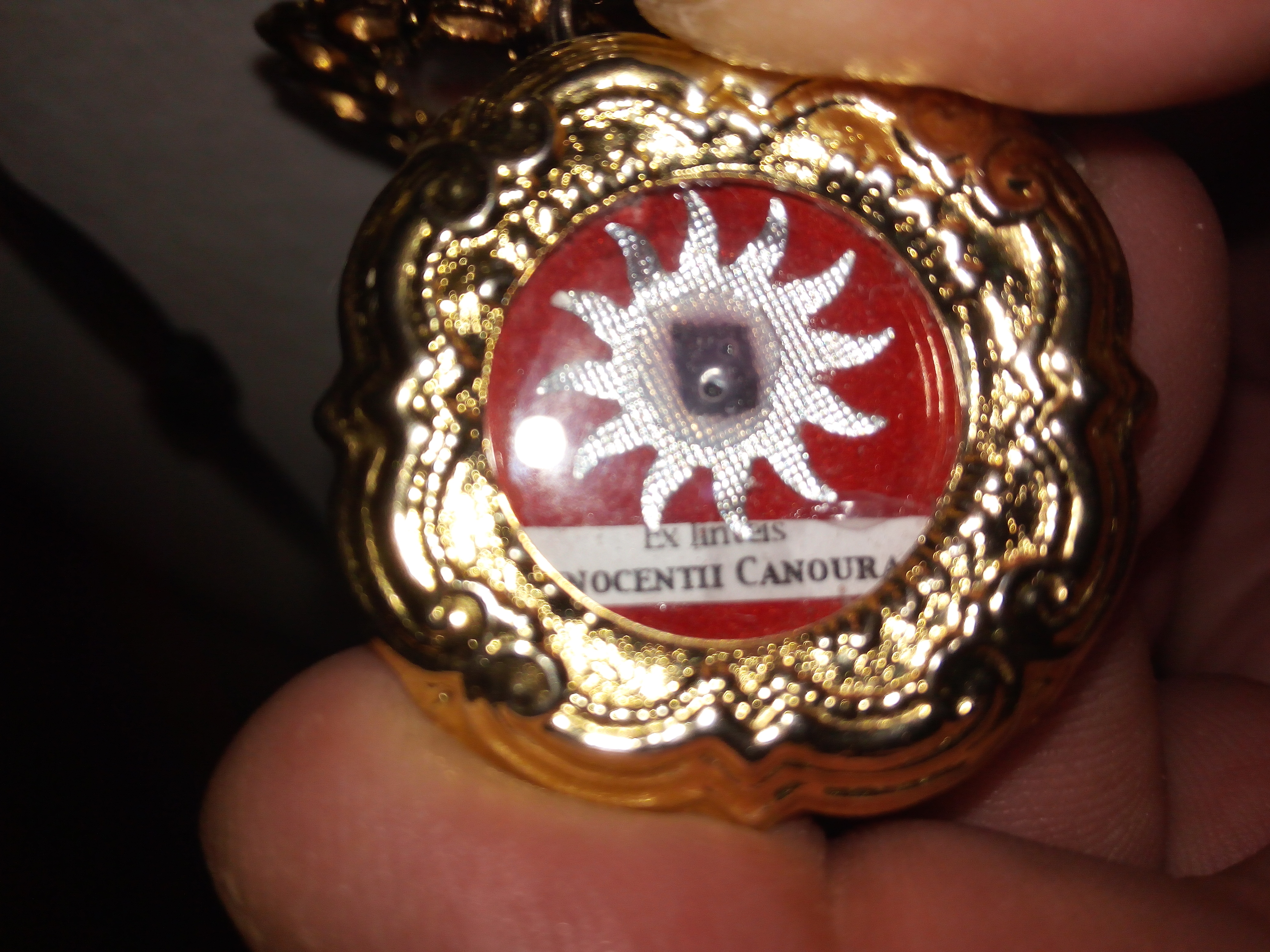
Sancte Innocentii Canoura Arnau (reliquia ex linteis). Raro caso in cui non sono disponibili reliquie di I classe, essendo il Santo Corpo, Martire della Guerra Civile Spagnola (1934), introvabile. (prov. Postulazione Passionista)

La Chiesa cattolica ha suddiviso le reliquie la cui veridicità venga comprovata debitamente, in tre classi in base alla loro preziosità e all'eccezionalità da esse rappresentata.
Reliquie di I classe: oggetti direttamente associati ad eventi della vita di Cristo (parti della Santa Croce, chiodi della crocifissione, frammenti della mangiatoia, la Sindone, ecc.), o resti sacri di santi (corpi interi, ossa, capelli, sangue, carne, ecc.). Tradizionalmente le reliquie dei santi martiri sono considerate più preziose di quelle degli altri santi in quanto i martiri hanno fisicamente donato la loro vita per Cristo. Molte di queste reliquie sono note per la loro incorruttibilità, ovvero non subiscono la naturale decomposizione del corpo umano, segno evidente di santità. Di questa categoria particolare rilievo acquisiscono parti dei corpi di santi che abbiano un qualche valore speciale associato alla loro vita, come ad esempio l'indice della mano destra di San Giovanni Battista conservato a Firenze con il quale egli avrebbe indicato re Erode accusandolo. Nel caso di teologi famosi, la testa è una delle reliquie più ambite come nel caso di San Tommaso d'Aquino, perché considerata la sede dei suoi grandiosi pensieri. Se un santo ad esempio è stato un grande predicatore e viaggiatore, apprezzate sono le reliquie dei suoi piedi o delle gambe. Attualmente la chiesa cattolica vieta esplicitamente la suddivisione in più parti di queste rilevanti reliquie, cosa che invece veniva fatta in alcuni casi in passato.
Le reliquie di I classe più rilevanti sono quelle riferibili a Gesù ed alla Madonna ed alla sua esperienza terrena. Esse sono suddivise con le seguenti classificazioni minori:
- ex lignum Crucis D.N.J.C. - dal legno della Santa Croce di Nostro Signore Gesù Cristo
- ex Sindone D.N.J.C. - dalla Sindone di Nostro Signore Gesù Cristo
- ex rupe presepi o ex praesepi - dalla Grotta della Natività di Betlemme
- ex columna flagellationi o ex columna - dalla colonna della flagellazione
- ex spinae coronae - dalla corona di spine
- ex domo B.V.M. - dalla casa della Beata Vergine.

Relativamente agli altri santi, le reliquie di I classe più preziose consistono nei corpi stessi dei santi che sono così suddivisi:
- reliquiae insignes - corpi completi o parti rilevanti del corpo come la testa o un organo particolare (ad esempio il cuore)
- reliquiae non insignes - corpi incompleti o parti minori del corpo
- reliquiae notabilis - mani o piedi
- reliquiae exiguae - dita, denti o frammenti di corpo

Le altre reliquie di I classe riferibili ad un santo sono suddivise al loro interno in diverse classificazioni minori a seconda della loro tipologia, con dicitura in latino:
- ex ossibus - dalle ossa
- ex carne - dalla carne
- ex sanguine - dal sangue
- ex corpore - dal corpo
- ex praecordis - dallo stomaco o dall'intestino
- e capite - dalla testa
- ex piliis - dai peli (solitamente capelli, barba o baffi)
- ex pulvere - dalla polvere d'osso
- ex cineribus - dalle ceneri (in caso in cui il santo sia stato bruciato)
- ex tela imbuta sanguine - da stoffa imbevuta di sangue
- ex tela imbuta cineribus - da stoffa cosparsa di ceneri

Reliquie di II classe: oggetti che il santo ha indossato (una tunica, dei guanti, ecc.). Vi sono compresi anche gli oggetti che il santo abitualmente usava in vita come ad esempio un crocifisso, libri, stole e ancora una volta più l'oggetto era stato rilevante nella vita del santo, più la reliquia acquisisce preziosità.
Esse sono suddivise al loro interno in diverse classificazioni minori a seconda della loro tipologia, con dicitura in latino:
- ex pallio - dal mantello
- ex velo - dal velo
- ex habitu - dall'abito
- ex indumentis - dai vestiti
- ex arca sepulchralis - dalla tomba
- ex veste - dall'abito talare
- ex fune - dalla corda (che gli appartenenti ad alcuni ordini religiosi regolari portano attorno alla vita sopra la veste)
- ex cilicio - dal cilicio
- ex capsa - dalla bara

Reliquie di III classe: qualsiasi oggetto che sia entrato in contatto con reliquie di I classe. Solitamente sono costituite da pezzi di stoffa entrate direttamente in contatto col corpo del Santo, detti reliquie "ex linteis" 
Tra le diciture in latino possibili nelle classificazioni minori a seconda della tipologia, con dicitura in latino, troviamo:
- ex lapide sepulchri - dalla lapide del sepolcro

Reliquie di IV classe: Le Reliquie di quarta classe sono qualunque oggetto che sia entrato in contatto con reliquie di II classe. Solitamente sono costituite da pezzi di stoffa o collane religiose entrate direttamente in contatto con qualche oggetto del santo.
Altre reliquie: Vi sono poi delle altre reliquie che, pur non essendo direttamente legate ad un santo o alla sua persona, e pur non essendo entrate in contatto con un corpo santo, rappresentano oggetto di venerazione. Tra le diverse classificazioni minori a seconda della loro tipologia, con dicitura in latino, troviamo:
- ex olivis Getsemani - da un ulivo del Getsemani
- ex petra calvarii - da una pietra del luogo del Calvario
- ex terra Calvarii - dalla terra del Calvario

### Conservazione, vendita o cessione di reliquie

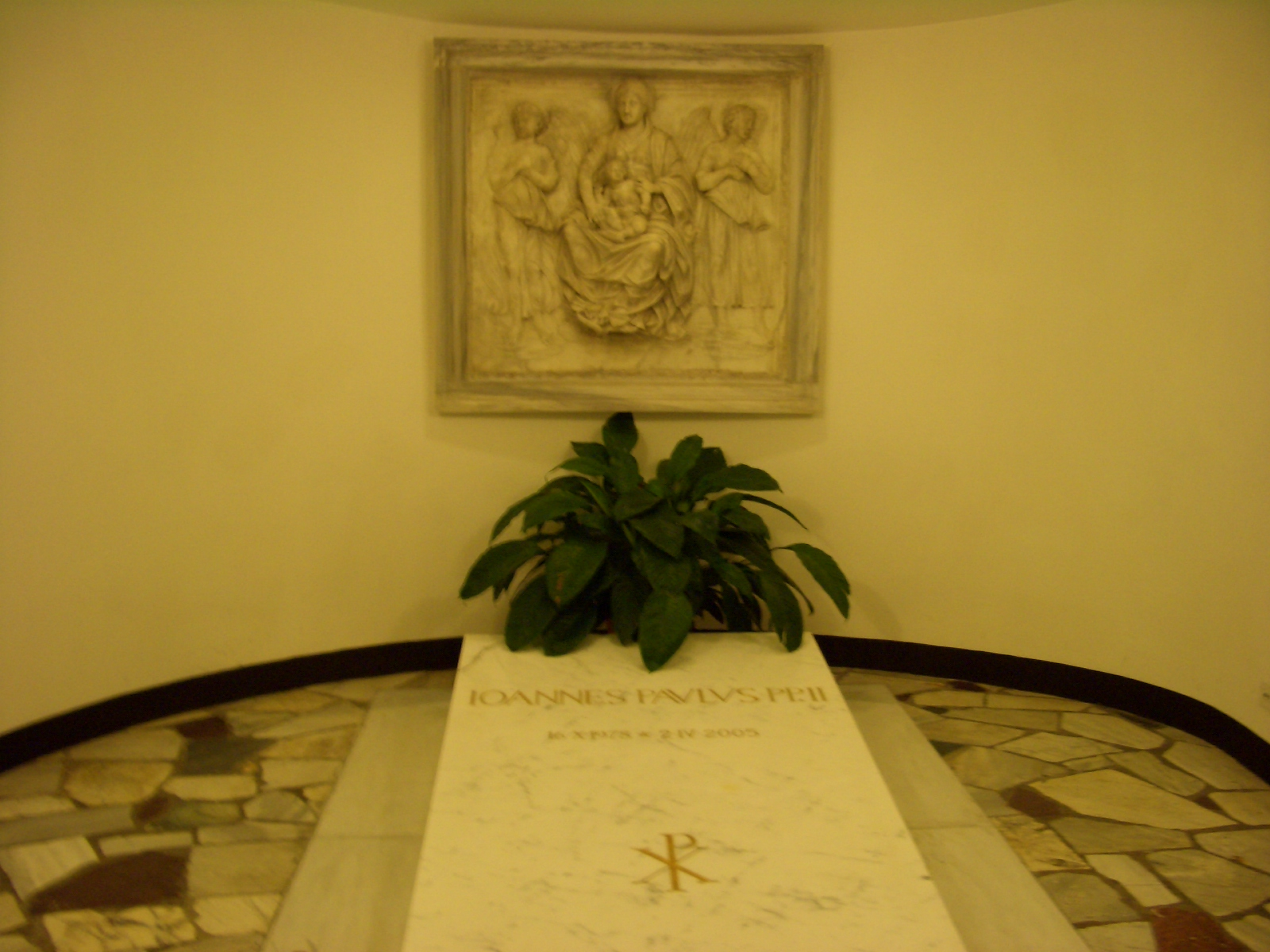
La tomba di San Giovanni Paolo II

Le reliquie sono conservate in contenitori, detti reliquiari, che talvolta sono capolavori di oreficeria e sono normalmente possedute da chiese o altri enti religiosi. Le reliquie di I grado dei Papi, ad esempio, sono più frequentemente conservate nelle Grotte Vaticane. I reliquiari hanno talvolta la forma della parte del corpo contenuta (es. braccio o piede) o di altri oggetti. I diversi petali di un fiore potevano contenere le reliquie di più santi.
In passato, quando nei palazzi era molto diffusa la presenza di una cappella privata, le reliquie erano spesso possedute anche da privati. Gran parte di queste reliquie alla fine sono state donate alla Chiesa. La stessa Sindone, per secoli di proprietà dei Savoia, è stata ceduta alla Chiesa solamente nel 1984. La proprietà privata è stata oggetto di furti e contese, talvolta vere e proprie guerre per il loro possesso, o di truffe, tramite la vendita di reliquie false. Per contrastare ogni uso improprio delle reliquie il primo comma del canone 1190 del Codice di diritto canonico stabilisce che "È assolutamente illecito vendere le sacre reliquie". Per evitare ogni contrasto il canone stabilisce inoltre che le reliquie più insigni o le immagini onorate di grande pietà popolare, e di proprietà ecclesiastica, non possono essere alienate validamente in nessun modo (cioè anche senza vendita, già proibita dal primo comma) o essere trasferite in modo definitivo senza la licenza della Sede Apostolica. Tale divieto, non provenendo da una legge dello stato, non ha effetto nelle transazioni tra privati non soggetti al diritto canonico.
Nonostante l'espresso divieto ecclesiastico di vendita, ribadito anche recentemente, il commercio di questi oggetti sta crescendo a vista d'occhio a livello internazionale (con consistenti aumenti di prezzo) e allarma le autorità vaticane; ovviamente sul prezzo incide anche la preziosità o l'antichità del contenitore (reliquiario). Un luogo famoso in cui si preparano le reliquie è il monastero di clausura delle monache domenicane di Santa Maria del Rosario a Roma, Monte Mario; tale incarico fu conferito da una bolla speciale da Papa Pio IX.
Questo divieto di vendita è esteso anche agli oggetti e arredi sacri del culto, a prescindere dal loro valore storico o pregio artistico, in quanto consacrati col crisma dal vescovo, contestualmente ad una nuova Chiesa o ad una ordinazione sacerdotale: Tabernacolo, calice, patena, ostensorio, aspersorio, turibolo.

### Reliquie tradizionali attribuite a Gesù
La guarigione dell'emorroissa (Matteo 9:20) riporta un cenno al potere taumaturgico di alcune reliquie, pur legato alla fede della donna che guarisce toccando il mantello di Gesù. Altra lettura in questo senso si trova in 2 Re 13,20-21: un uomo risuscita al contatto con le ossa nel sepolcro del profeta san Eliseo, presso Moab.

Gesù Cristo in quanto prima e somma sorgente di ogni sacro-santità, è ritenuto meritevole di devozione anche per tutto ciò che poté riguardare il Suo Corpo, dalla incarnazione alla morte di croce.
Fra le adorazioni tradizionali della Chiesa Cattolica, oltre a quelle del Santissimo Sacramento e del Sacro Cuore di Gesù, è soggetto di devozione il Santissimo Corpo e Sangue di Nostro Signore Gesù Cristo, così come ciò che storicamente attiene al Mistero Cristologico:
- Natività: Reliquie dei Magi
- Crocifissione: Santa Croce, Sacri Chiodi, Santa Corona di Spine, Cinque Sante Piaghe, Titulus crucis;
- Passione: Lancia Sacra, Sacra Spugna, Sacra Tunica, Sacra Scala;
- Veli e Sudari: Sacra Sindone, Santo Sudario, Velo della Veronica, Sudario di Oviedo e Volto Santo.